# Monecphora cingulata
Monecphora cingulata is een halfvleugelig insect uit de familie schuimcicaden (Cercopidae). De wetenschappelijke naam van deze soort werd voor het eerst geldig gepubliceerd in 1825 door Amédée Louis Michel le Peletier en Jean Guillaume Audinet-Serville.